# PL/Perl
PL/Perl — это расширение СУБД PostgreSQL, позволяющее использовать язык программирования Perl для написания хранимых процедур и функций, в частности, триггеров. 
PL/Perl обеспечивает вызов интерпретатора Perl для выполнения программного кода этих функций или процедур, и дает ему доступ к серверному API (SPI) ядра СУБД.
PL/Perl определяет два процедурных языка — plperl (Trusted) и plperlu (Untrusted). В первом случае разрешены все операции языка Perl, включая  Ввод-вывод за пределы базы данных и работу с сетью, но создание функций или процедур на этом языке возможно только для привилегированного пользователя. Во втором случае операции ввода/вывода, кроме работы с СУБД, заблокированы, однако функции или процедуры может создавать любой пользователь.
PL/Perl является частью PostgreSQL и поддерживается разработчиками PostgreSQL.